# St. Johannes Baptist (Langenerling)

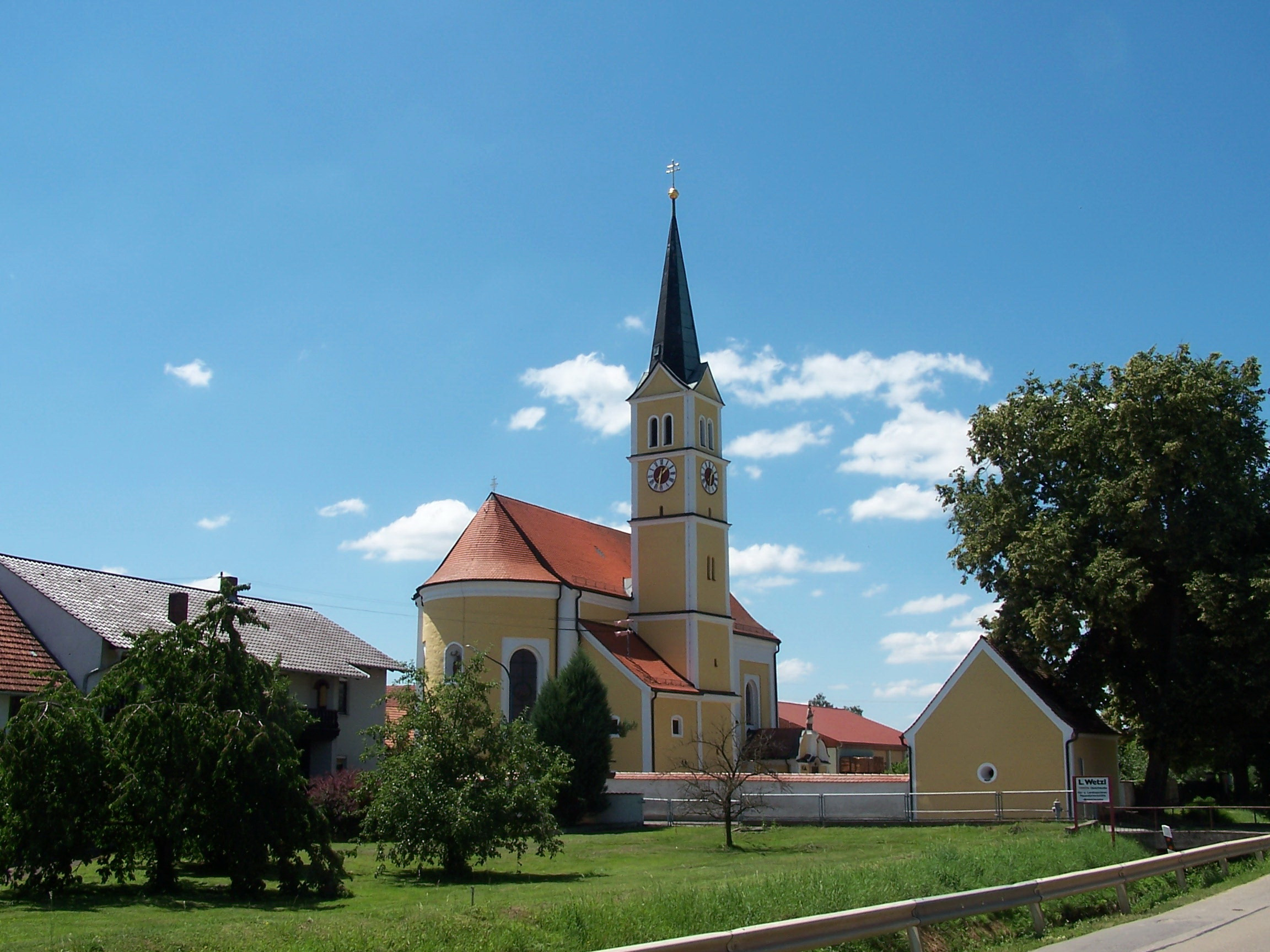
St. Johannes Baptist (Langenerling)

Die römisch-katholische, denkmalgeschützte Filialkirche St. Johannes Baptist steht in Langenerling, einem Gemeindeteil der Gemeinde Hagelstadt im Landkreis Regensburg der Oberpfalz. Sie ist dem Bistum Regensburg zugeordnet. Das Bauwerk ist unter der Denkmalnummer D-3-75-143-6 als Baudenkmal in die Bayerische Denkmalliste eingetragen.

## Beschreibung
Die Saalkirche wurde zwischen 1716 und 1718 im Auftrag des Reichsgrafen Johann Georg von Königsfeld erbaut und 1829 umgebaut. Der Innenraum wurde 1959, der Außenbau 1986 instand gesetzt. Sie besteht aus einem Langhaus, einem eingezogenen, halbrund geschlossenen Chor im Osten, und einem im Kern älteren Kirchturm im Osten der Nordwand des Langhauses, der 1925 aufgestockt und mit einem spitzen Helm versehen wurde.
Der Innenraum des Langhauses ist mit einem Tonnengewölbe überspannt, das auf Wandständigen Pfeilern ruht, die im Chor als Gesims fortgeführt werden. Zur Kirchenausstattung gehört ein Hochaltar von 1718/19 mit vier Säulen aus Stuckmarmor.